# NORCECA Final Six femminile 2021
La NORCECA Final Six femminile 2021 si è svolta dal 13 al 19 settembre 2021 a Santo Domingo, in Repubblica Dominicana: al torneo hanno partecipato sei squadre nazionali nordamericane e la vittoria finale è andata per la prima volta alla Rep. Dominicana.

## Impianti
|                                                                             |  |  |
|                                                                             |  |  |
| Palacio del Voleibol Città: Santo Domingo Capienza: - Anno d'apertura: 2003 |  |  |

## Regolamento

### Formula
La formula ha previsto un girone all'italiana, al termine del quale:
- Le prime quattro classificate hanno acceduto alle semifinali, incrociandosi col metodo della serpentina.
- Le ultime due classificate hanno acceduto alla finale per il quinto posto.

### Criteri di classifica
Se il risultato finale è stato di 3-0 sono stati assegnati 5 punti alla squadra vincente e 0 a quella sconfitta, se il risultato finale è stato di 3-1 sono stati assegnati 4 punti alla squadra vincente e 1 a quella sconfitta, se il risultato finale è stato di 3-2 sono stati assegnati 3 punti alla squadra vincente e 2 a quella sconfitta.
L'ordine del posizionamento in classifica è stato definito in base a:
- Numero di partite vinte;
- Punti;
- Ratio dei set vinti/persi;
- Ratio dei punti realizzati/subiti;
- Risultati degli scontri diretti.

## Squadre partecipanti
| Squadra         | Qualificazione      | Ultima partecipazione |
| --------------- | ------------------- | --------------------- |
| Canada          | -                   | Debutto               |
| Cuba            | -                   | Debutto               |
| Messico         | -                   | Debutto               |
| Porto Rico      | -                   | Debutto               |
| Rep. Dominicana | Paese organizzatore | Debutto               |
| Stati Uniti     | -                   | Debutto               |

## Torneo

### Risultati
| 13 settembre 2021 Palacio del Voleibol, Santo Domingo Durata: 1h:22 - Spettatori: 200   | Porto Rico      | 3 - 0 | Canada      | 17-25, 25-16, 25-18               |
| 13 settembre 2021 Palacio del Voleibol, Santo Domingo Durata: 2h:09 - Spettatori: 1 000 | Stati Uniti     | 3 - 1 | Messico     | 21-25, 25-17, 26-24, 29-27        |
| 13 settembre 2021 Palacio del Voleibol, Santo Domingo Durata: 1h:18 - Spettatori: 2 500 | Rep. Dominicana | 3 - 0 | Cuba        | 25-17, 25-12, 25-20               |
| 14 settembre 2021 Palacio del Voleibol, Santo Domingo Durata: 1h:08 - Spettatori: 300   | Cuba            | 0 - 3 | Canada      | 11-25, 14-25, 10-25               |
| 14 settembre 2021 Palacio del Voleibol, Santo Domingo Durata: 1h:20 - Spettatori: 400   | Stati Uniti     | 3 - 0 | Porto Rico  | 25-19, 25-14, 25-17               |
| 14 settembre 2021 Palacio del Voleibol, Santo Domingo Durata: 1h:28 - Spettatori: 1 000 | Rep. Dominicana | 3 - 0 | Messico     | 25-22, 25-12, 25-17               |
| 15 settembre 2021 Palacio del Voleibol, Santo Domingo Durata: 2h:14 - Spettatori: 500   | Cuba            | 2 - 3 | Messico     | 25-22, 24-26, 25-17, 16-25, 10-15 |
| 15 settembre 2021 Palacio del Voleibol, Santo Domingo Durata: 1h:18 - Spettatori: 1 500 | Stati Uniti     | 3 - 0 | Canada      | 25-22, 25-16, 25-18               |
| 15 settembre 2021 Palacio del Voleibol, Santo Domingo Durata: 1h:17 - Spettatori: 3 850 | Rep. Dominicana | 3 - 0 | Porto Rico  | 25-11, 25-10, 25-20               |
| 16 settembre 2021 Palacio del Voleibol, Santo Domingo Durata: 1h:45 - Spettatori: 200   | Messico         | 3 - 1 | Porto Rico  | 19-25, 25-15, 25-13, 25-15        |
| 16 settembre 2021 Palacio del Voleibol, Santo Domingo Durata: 1h:12 - Spettatori: 400   | Stati Uniti     | 3 - 0 | Cuba        | 25-11, 25-18, 25-17               |
| 16 settembre 2021 Palacio del Voleibol, Santo Domingo Durata: 1h:16 - Spettatori: 2 000 | Rep. Dominicana | 3 - 0 | Canada      | 25-11, 25-15, 25-20               |
| 17 settembre 2021 Palacio del Voleibol, Santo Domingo Durata: 1h:47 - Spettatori: 500   | Porto Rico      | 1 - 3 | Cuba        | 25-15, 21-25, 20-25, 19-25        |
| 17 settembre 2021 Palacio del Voleibol, Santo Domingo Durata: 2h:21 - Spettatori: 3 000 | Canada          | 2 - 3 | Messico     | 24-26, 25-22, 22-25, 25-17, 12-15 |
| 17 settembre 2021 Palacio del Voleibol, Santo Domingo Durata: 1h:18 - Spettatori: 4 500 | Rep. Dominicana | 3 - 0 | Stati Uniti | 25-22, 25-15, 25-13               |

### Classifica
| Pos. | Squadra         | Pt | G | V | P | SV | SP | Ratio | PF  | PS  | Ratio |
| ---- | --------------- | -- | - | - | - | -- | -- | ----- | --- | --- | ----- |
| 1.   | Rep. Dominicana | 25 | 5 | 5 | 0 | 15 | 0  | MAX   | 375 | 237 | 1,582 |
| 2.   | Stati Uniti     | 19 | 5 | 4 | 1 | 12 | 4  | 3,000 | 376 | 320 | 1,175 |
| 3.   | Messico         | 11 | 5 | 3 | 2 | 10 | 11 | 0,909 | 448 | 452 | 0,991 |
| 4.   | Canada          | 12 | 5 | 2 | 3 | 8  | 9  | 0,888 | 360 | 341 | 1,055 |
| 5.   | Cuba            | 6  | 5 | 1 | 4 | 5  | 13 | 0,384 | 320 | 415 | 0,771 |
| 6.   | Porto Rico      | 2  | 5 | 0 | 5 | 2  | 15 | 0,133 | 295 | 409 | 0,721 |

      Qualificata alle semifinali per il primo posto.
      Qualificata alla finale per il quinto posto.

### Fase finale

#### Finale 1º e 3º posto
|  | Semifinali | Semifinali      | Semifinali |                 |   | Finale  | Finale          | Finale |
|  |            |                 |            |                 |   |         |                 |        |
|  | 2          | Stati Uniti     | 1          |                 |   |         |                 |        |
|  | 2          | Stati Uniti     | 1          |                 |   |         |                 |        |
|  | 3          | Messico         | 3          |                 |   |         |                 |        |
|  | 3          | Messico         | 3          |                 | 3 | Messico | 0               |        |
|  |            |                 |            |                 | 3 | Messico | 0               |        |
|  |            |                 |            |                 |   | 1       | Rep. Dominicana | 3      |
|  | 1          | Rep. Dominicana | 3          |                 |   | 1       | Rep. Dominicana | 3      |
|  | 1          | Rep. Dominicana | 3          |                 |   |         |                 |        |
|  | 4          | Canada          | 0          |                 |   |         |                 |        |
|  | 4          | Canada          | 0          | Finale 3° posto |   |         |                 |        |
|  |            |                 |            |                 |   |         |                 |        |
|  |            |                 |            |                 |   | 2       | Stati Uniti     | 3      |
|  |            |                 |            |                 |   | 2       | Stati Uniti     | 3      |
|  |            |                 |            |                 |   | 4       | Canada          | 0      |

##### Semifinali
| 18 settembre 2021 Palacio del Voleibol, Santo Domingo Durata: 2h:12 - Spettatori: 2 000 | Stati Uniti     | 1 - 3 | Messico | 25-22, 21-25, 23-25, 19-25 |
| 18 settembre 2021 Palacio del Voleibol, Santo Domingo Durata: 1h:27 - Spettatori: 3 000 | Rep. Dominicana | 3 - 0 | Canada  | 25-15, 25-20, 25-21        |

##### Finale 3º posto
| 19 settembre 2021 Palacio del Voleibol, Santo Domingo Durata: 1h:23 - Spettatori: 3 000 | Stati Uniti | 3 - 0 | Canada | 26-24, 25-17, 25-17 |

##### Finale
| 19 settembre 2021 Palacio del Voleibol, Santo Domingo Durata: 1h:34 - Spettatori: 5 000 | Messico | 0 - 3 | Rep. Dominicana | 15-25, 21-25, 14-25 |

#### Finale 5º posto
| 18 settembre 2021 Palacio del Voleibol, Santo Domingo Durata: 1h:30 - Spettatori: 500 | Cuba | 3 - 0 | Porto Rico | 25-19, 25-23, 25-20 |

## Classifica finale
| Pos     | Squadra         | Rosa |
| ------- | --------------- | --- |
| Oro     | Rep. Dominicana | Formazione: 1 Vargas, 2 Rodríguez, 4 Tapia, 5 Castillo, 7 Marte, 9 Hinojosa, 11 Ge. González, 12 Pérez, 13 Guillén, 14 Rivera, 15 Jiménez, 16 Peña, 20 B. Martínez, 21 J. Martínez, 23 Ga. González, 24 Peralta, 25 L. Martínez, CT: Kwiek |
| Argento | Messico         | Formazione: 1 Sanay, 2 Bricio, 3 Castro, 4 Rodríguez, 6 Sainz, 9 Rivera, 10 Álvarez, 12 Landeros, 13 Siller, 15 Valle, 16 Muñoz, 25 Flores, CT: Petry                                                                                      |
| Bronzo  | Stati Uniti     | Formazione: 2 Bruns, 3 Holston, 5 Lishman, 6 Fanning, 7 Abbott, 8 Glock, 9 Kramer, 12 Stalzer, 14 Bastianelli, 15 Jones, 16 Cuttino, CT: Kiraly                                                                                            |
| 4.      | Canada          | Formazione: 2 Langegger, 3 Calkins, 5 Murmann, 9 Plouffe, 10 Baker, 11 Thokbuom, 13 O'Reilly, 14 Howe, 15 Robertsen, 16 Livingston, 21 Heppell, 22 Snape, 24 Hillier, 25 Duchesneau, CT: Winzer                                            |
| 5.      | Cuba            | Formazione: 2 Madán, 4 Morozo, 5 Martínez, 8 Kindelán, 9 García, 10 Miranda, 14 Tarín, 16 Castillo, 21 Ruiz, 24 Moreno, 25 Vila, CT: Olazábal                                                                                              |
| 6.      | Porto Rico      | Formazione: 1 Martínez, 2 Kuilan, 3 Ni. Cruz, 4 López, 5 Bauzá, 7 Viera, 8 Rojas, 11 Ne. Cruz, 13 Alicea, 17 Castillo, 23 Vélez, 24 Valle, CT: Rodríguez                                                                                   |

|  | Qualificata ai XIX Giochi panamericani |

## Premi individuali
| Premio                 | Nome               | Squadra         |
| ---------------------- | ------------------ | --------------- |
| MVP                    | Prisilla Rivera    | Rep. Dominicana |
| Miglior realizzatrice  | Fernanda Rodríguez | Messico         |
| Miglior servizio       | Gaila González     | Rep. Dominicana |
| Miglior difesa         | Brenda Castillo    | Rep. Dominicana |
| Miglior ricevitrice    | Brenda Castillo    | Rep. Dominicana |
| Miglior palleggiatrice | Brie O'Reilly      | Canada          |
| Miglior opposto        | Fernanda Rodríguez | Messico         |
| Miglior schiacciatrice | Prisilla Rivera    | Rep. Dominicana |
| Miglior schiacciatrice | Veronica Jones     | Stati Uniti     |
| Miglior centrale       | Jineiry Martínez   | Rep. Dominicana |
| Miglior centrale       | Alison Bastianelli | Stati Uniti     |
| Miglior libero         | Brenda Castillo    | Rep. Dominicana |